# Antrodiaetus pugnax
Antrodiaetus pugnax är en spindelart som först beskrevs av Chamberlin 1917.  Antrodiaetus pugnax ingår i släktet Antrodiaetus och familjen Antrodiaetidae. Inga underarter finns listade i Catalogue of Life.